# 関東御口入地
関東御口入地（かんとうごくにゅうち）とは、鎌倉幕府が直接支配していないものの、所領・所職に関する本所の人事権について口入（介入）が行うことが可能であった荘園や国衙領のことである。

## 概要
関東御分国や関東御領に関する人事、日本全国の地頭職に関する権限は鎌倉幕府に属していたが、その他にも荘園の本所や国司が鎌倉幕府の御家人になった者に対して所領や所職を与えている荘園・国衙領が存在した。これらの人事に関する権限は本所・国司に属しており、本所・国司の意向によって所領や所職を没収することも可能であった。これに対して鎌倉幕府はこうした所領・所職も御家人に私領であり、幕府が保護すべき御家人領の一部とみなしてこれを保護するために口入を行って所領・所職没収といった事態を回避したり、没収後に生じる跡に別の御家人を推薦したりすることが行われた。こうした口入が本所・国司によって認められた土地を関東御口入地と称した。1243年（寛元元年）8月に出された追加法（210条）において跡に対する口入を法制化している。
関東御口入地は幕府の支配地ではなかったものの、幕府の意向によって御家人に与えることが可能な土地であると考えられ、御恩としての意味合いを有していた。また、幕府も御家人の所領・所職が設置されていない荘園・国衙領に請所を設置して御家人を補任させることで御口入地の拡大を図った。